# 이만 셤퍼트

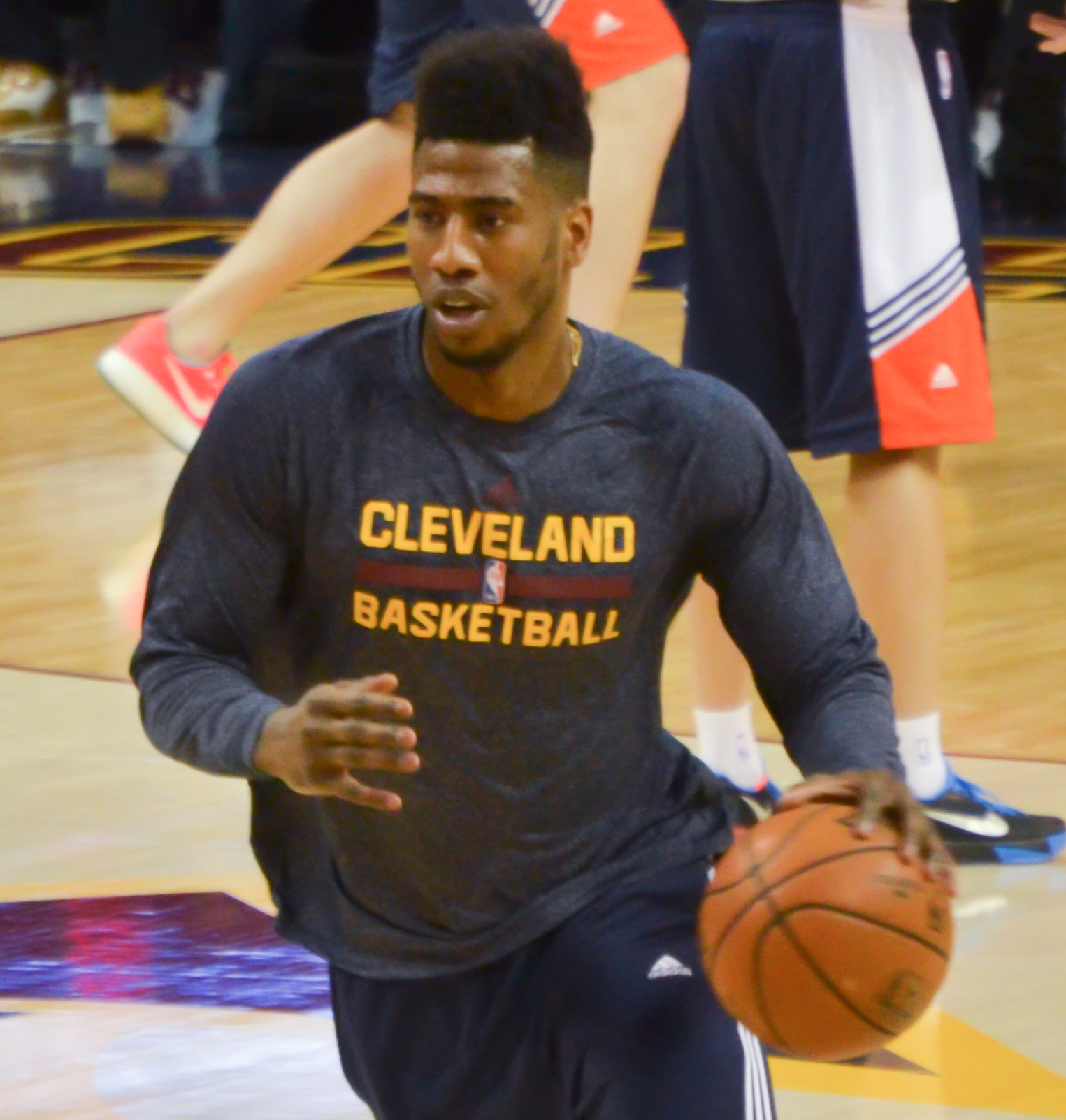

이만 셤퍼트(Iman Shumpert, 본명: Iman Asante Shumpert, /iˈmɑːn/ ee-MAHN, 1990년 6월 26일 ~ )는 미국의 전직 프로 농구 선수이다. 2011년 NBA 드래프트에서 전체 17순위로 뉴욕 닉스에 지명되었다. 2016년 클리블랜드 캐벌리어스에서 NBA 우승을 차지했다.
2021년 솀퍼트는 프로 다니엘라 카라가치와 함께 댄싱 위드 더 스타 (미국의 텔레비전 프로그램) 시즌 30에서 우승했다. 이로 인해 피날레에 진출하고 우승한 최초의 NBA 선수가 되었다.

## NBA 경력
- 뉴욕 닉스(2011~2015)
- 클리블랜드 캐벌리어스(2015~2018)
- 새크라멘토 킹스 (2018-2019)
- 휴스턴 로키츠 (2018-2019)
- 브루클린 네츠 (2019; 2021)